# Don't Waste Your Time
„Don't Waste Your Time” cel de-al patrulea și ultimul single extras de pe cel de-al treilea album al cântăreței de origine americană Kelly Clarkson, intitulat My December. însă doar cel de-al doilea pe plan internațional, cele două precedente fiind lansate regional. Data lansării oficiale a melodiei variază de la 27 Septembrie în Brazilia până pe data de 19 Noiembrie în Regatul Unit(data oficială pronunțată de către reprezentanții lui Clarkson). Recent melodia a fost încedințată posturilor radio din S.U.A. pentru a fi difuzată.

## Videoclip
Un videoclip a fost produs de către Roman White și o surprinde pe Kelly într-un castel, interpretând rolul unei prințese captive. Pentru acst clip, Clarkson și-a schimbat culoarea părului, devenind astfel brunetă. Pe toată durata acestuia ea este îmbrăcată într-o rochie roșie și pășește printre sute de tulpini ale unor spini care o țin captivă în acel castel. În acest timp în afara palatului este surprins un prinț care încearcă să o salveze, iar cu cât acesta înaintează, Kelly repetă versurile: Don't waste your time. În final, acesta rămâne captiv alături de Clarkson în acel castel, însă separați de spini. 
În videoclipul melodiei „Don't Waste Your Time”, apar în câteva secvențe și imagini cu Castelul Huniazilor de la Hunedoara de la noi din țară. Se pare însă că imaginile sunt doar prelucrate digital în videoclip, filmările neavând loc în această locație. Castelul fictiv din videoclip este o copie digitală a castelului unguresc din Hunedoara: Castelul Corvineștilor.

## Pozițiile ocupate în clasamente
| Clasamentul (2007-2008)    | Poziția maximă ocupată |
| -------------------------- | ---------------------- |
| Australian Airplay Top 100 | 14                     |
| Bulgarian National Top 40  | 39                     |
| German Singles Chart       | 93                     |
| Irish Singles Chart        | 1                      |